# Trichosteleum tisserantii
Trichosteleum tisserantii är en bladmossart som beskrevs av Potier de la Varde 1926. Trichosteleum tisserantii ingår i släktet Trichosteleum och familjen Sematophyllaceae. Inga underarter finns listade i Catalogue of Life.